# Oregon (band)
Oregon was een in 1971 opgericht Amerikaans jazzkwartet.

## Bezetting
- Ralph Towner (gitaar, keyboard)
- Paul McCandless (blaasinstrumenten)
- Glen Moore (contrabas, tot het voorjaar 2015)
- Collin Walcott († 1984) (percussie, sitar)
- Trilok Gurtu (percussie, tussentijds)
- Arto Tunçboyacıyan[4] (percussie, tussentijds)
- Paolino Dalla Porta (basgitaar, vanaf 2015)
- Mark Walker (drums, vanaf 1996)

## Geschiedenis
De oorsprong van de band Oregon gaat terug tot in de tweede helft van de jaren 1960. Ralph Towner en Glen Moore, die zich kenden van hun studie aan de Universiteit van Oregon, traden in 1968 vijf maanden lang op in Portland. In 1969 ontmoetten ze zich pas tijdens het legendarische Woodstock-festival en vervoegde Collin Walcott zich bij de band. In 1970 kwam Paul McCandless, waarmee Walcott en Towner tot 1972 hadden samengespeeld bij het Paul Winter Consort, erbij voor eerste opnamen, die eerst niet werden uitgebracht. Daarmee was de stambezetting van het kwartet gevonden, dat sinds juli 1971 op aanraden van McCandless optrad onder de naam Oregon.
Tot 1980 was het kwartet veel op tournee (eerst voornamelijk in clubs) en speelde ook in Europa. Tijdens deze periode ontwikkelde het spel van de band zich niet eenzijdig, maar bestreek het een hele golflengte van jazz-stijlen.
In 1980 maakte de band een creatieve pauze om een jaar later weer met een nieuwe sound op het podium te staan. Met zijn elektronische elementen was deze sound tijdens de jaren 1980 actueel. De gewijzigde groepsklank valt vooral terug op Ralph Towner en zijn nieuw ontdekte passie voor het keyboard, deels echter ook op de esthetica van de ECM Records-producent Manfred Eicher.
In 1984 vond Collin Walcott de dood bij een verkeersongeluk. Nadat de band had besloten om verder te gaan, zat in 1985 Trilok Gurtu voor de opvolgende jaren achter het drumstel. Het studioalbum Beyond Words (1995) namen de drie muzikanten (Towner, Moore en McCandless) dan alleen op. Een jaar later kwam als vierde muzikant Mark Walker erbij, eerst slechts voor enkele nummers. In het voorjaar van 2015 verliet Moore de band om meer tijd voor zijn eigen muziek en zijn familie te hebben.

## Discografie
- 1972: Music of Another Present Era
- 1973: Distant Hills
- 1974: Winter Light
- 1975: In Concert
- 1976: Together (met Elvin Jones)
- 1977: Friends
- 1978: Violin (met Zbigniew Seifert)
- 1978: Out of the Woods
- 1979: Moon and Mind
- 1979: Roots in the Sky
- 1980: In Performance
- 1980: Our First Record (opgenomen 1970, uitgebracht 1980)
- 1983: Oregon
- 1985: Crossing
- 1987: Ecotopia
- 1989: 45th Parallel
- 1992: Always, Never and Forever
- 1995: Beyond Words
- 1995: Troika
- 1997: Northwest Passage
- 1998: Music for a Midsummer Night's Dream
- 2000: In Moscow with the Moscow Tchaikovsky Symphony Orchestra
- 2002: Live at Yoshi's
- 2005: Prime
- 2007: 1000 Kilometers
- 2007: Vanguard Visionaries
- 2010: In Stride
- 2012: Family Tree
- 2016: Live in New Orleans (opgenomen 1978, uitgebracht 2016)
- 2017: Lantern